# Леонид Дёмин (судно)

«Леонид Дёмин» — океанографическое исследовательское судно (ОИС), пятое судно проекта 852.
Построено в Польше в городе Щецин, на судоверфи «Сточня Щецинская имени Адольфа Варского».
Судно заложено 8 февраля 1977 года, спущено на воду 30 июня 1977 года. Введено в строй 28 февраля 1978 года. Входило в состав 6-й Атлантической океанографической экспедиции ВМФ с пунктом базирования в Кронштадте.
Назначение — проведение широкого спектра научных исследований в акватории мирового океана.
Судно названо в честь Леонида Александровича Дёмина.

## Технические характеристики
- Длина наибольшая — 146,6 м
- Длина между перпендикулярами (на уровне конструктивной ватерлинии) — 131,6 м
- Ширина на миделе — 18,6 м
- Высота борта до главной палубы — 7,95 м
- Высота борта до верхней палубы — 10,45 м
- Высота с мачтой — 15 м

Водоизмещение:
- полное — 9120 т (осадка — 6,39 м)
- нормальное — 7850 т (осадка — 5,73 м)
- стандартное — 6630 т (осадка — 5,03 м)

Балластные цистерны — 350 т (из них 240 т может быть занято под топливо)
Система набора корпуса: борт, днище, платформы, палубы, надстройки — поперечная; главная и верхняя палубы — продольная.
Шпация (расстояние между шпангоутами) — 700 мм
Толщина обшивки
- днище — 18-22 мм
- корпус — 10-14 мм

Судно разделено на 10 отсеков девятью водонепроницаемыми переборками толщиной 6-12 мм до уровня главной (3-й) палубы на отметках 7, 19, 49, 72, 93, 114, 134, 156, 178 шпангоутов.
Всего судно имеет 7 палуб.
Максимальная скорость — 21 узел (два главных двигателя на полном ходу)
Дальность плавания
- 21000 миль (при экономичной скорости 15,5 узлов)
- 18000 миль (при максимальной скорости 21 узел)

Главные двигатели — 16-цилиндровые 16ZVBV40/48 2х8000=16000 л. с. (Макс. обороты — 485 об/мин)
Каждый валопровод состоит из гребного вала со ступенчатым диаметром 520/400 мм и двух промежуточных валов диаметром 365 мм
Гребные винты — 2 шт, бронзовые 4-лопастные постоянного шага диаметром 3760 мм и весом 9450 кг
Мощность электроустановок:
- 4 дизель-генератора по 800 кВА (по 940 л. с.) типа 6AL25/30 (возможна одновременная работа трёх из них)
- аварийный дизель-генератор — 125 кВА

Три вспомогательных паровых котла типа VX-525A-10
Два вакуумных испарителя, обеспечивающих получение 12,5 т/сутки пресной воды каждый.
Два выдвижных двигательно-рулевых комплекса ВДРК (в корме на отметке 45-го шпангоута), обеспечивающие маневрирование на малой скорости до 5 узлов.
Подруливающее устройство ПУ-130 на отметке 169 шпангоута
Две грузовых кормовых стрелы грузоподъёмностью по 9 т
Палубный кран грузоподъёмностью 7 т
Обтекаемый небалансирный руль с площадью пера 14,1  м² (скорость перекладки −30°…+30° — 28 сек)
Якоря — 2 шт весом по 4 т (тип Холла)
Якорные цепи длиной 275 м и калибром 67 мм
Рабочий катер типа 725 вместимостью 20 чел
Разъездной катер типа 731 вместимостью 9 чел, 700 кг
Два спасательных вельбота типа LRT-P3S вместимостью по 70 чел
Спасательные плоты
- ПСН-10 — 10 шт
- ПСН-6 — 10 шт

Имеется площадка и ангар для 1 вертолёта типа Ка-25.
Грузовместимость
- носовой трюм — 40 т
- кормовой трюм — 110 т

Валовая вместимость
- брутто — 7309 т
- нетто — 980 регистровых тонн

Экипаж — 90 чел
Возможность размещения экспедиции научных работников — 80 чел
19 научных лабораторий (астрономический павильон, гидрографическая, радиоизмерений, аэрологическая, синоптическая, геологическая, океанографическая, ЭВМ, центр обработки данных, электромагнитная, радиохимическая, биологическая, гравиметрическая, навигационная, фотолаборатория, радиоэлектронная, гидроакустическая)
Корабельная АТС на 200 номеров.
| Запасы                   | Полный, т | Максимальный, т |
| ------------------------ | --------- | --------------- |
| Провизия                 | 50        | 54              |
| Вода питьевая            | 116       | 165             |
| Вода мытьевая            | 232       | 258             |
| Вода котельная           | 80        | 87,2            |
| Вода для мытья вертолёта | 18        | 25              |
| Топливо                  | 2244      | 2430            |
| Топливо для вертолёта    | 17,6      | 17,6            |
| Масло                    | 51        | 60,7            |

Полные запасы рассчитаны для 170 человек на 90 суток.

## Краткая история

### 1970-е
- 30.06.1977 — судно спущено на воду в городе Щецине (Польша).
- 28.02.1978 — подписан акт приёмки судна от строителей.
- 15.03.1978 — на судне поднят Государственный флаг СССР генеральным консулом СССР в Щецине В. Овчаровым.
- 28-30.04.1978 — переход из Свиноуйсьце (Польша) в порт постоянного базирования Кронштадт.

Флаг ГС ВМФ СССР

- 18.05.1978 — на судне поднят флаг Гидрографической службы ВМФ СССР начальником 6-й Атлантической океанографической экспедиции Бочковским Г. В.
- 15.07-06.10.1978 — первый поход судна с заходами в Ла-Гуайра (Венесуэла), Лас-Пальмас (Канарские о-ва, Испания). Пройдено 13000 миль.
- 18.11.1978-17.08.1979 — совместный поход с подводной лодкой Северного флота с заходами в Рейкьявик (Исландия), Лас-Пальмас, Луанда (Ангола), Порт-Луи (Маврикий), Сан-Томе (Сан-Томе и Принсипи), Торсхавн (Фарерские о-ва, Дания), Полярный. Пройдено 63047 миль. Самый длительный и протяженный поход в истории судна.
- 15.11.1979-15.04.1980 — модернизация на Кронштадтском морском заводе. Установлены геостратограф «Выг-3», акустическая и гидрологическая аппаратура.

### 1980-е
- 22.04-24.06.1980 — гарантийный ремонт в Щецине.
- 06.01-29.04.1981 — за поход пройдено 19000 миль. Во время захода в Рейкьявик 16.02.1981 при неожиданно поднявшемся ветре до 50 м/с судно экстренно снялось со швартовов и вышло в открытое море, оставив на берегу сошедшую в город часть экипажа. По окончании шторма судно вернулось за ними в порт.
- 05.01-29.04.1982 — поход с заходами в Танжер, Касабланку (Марокко). Пройдено 19600 миль.
- 26.05-04.10.1982 — текущий ремонт на верфи «Грифия» (Щецин, Польша)
- 28.06-04.11.1983 — поход с заходами в Рейкьявик, Полярный. Пройдено 35136 миль.
- 24.05-02.11.1984 — поход с заходами в Свиноуйсьце, Полярный, Корк (Ирландия), Торсхавн. Пройдено 39456 миль.
- 10.01-12.02.1985 — модернизация на КМОЛЗ. Установлены космические средства навигации, новые средства связи.
- 01.03-08.04.1985 — доковый ремонт в Щецине.
- 29.05-08.10.1985 — поход с заходами в Лиепаю, Рейкьявик, Торсхавн, Корк, Свиньуйсьце. Пройдено 21600 миль.
- 07.01-30.06.1986 — текущий ремонт на верфи «Грифия» (Щецин, Польша)
- 01.09-09.09.1986 — обеспечение практики курсантов-гидрографов. Демонстрация в Риге океанографической техники военным атташе, аккредитованным в Москве.
- 13.11.1986 — 04.05.1987 — поход с заходами в Порт-Луи 15-20 декабря,20-25 февраля, Мапуту (Мозамбик)12-13 февраля (передача в госпиталь младшего штурмана), Ресифи (Бразилия) 6-10 апреля, Конакри (Гвинея) 16 апреля. Пройдено 43626 миль.
- 08.08-08.10.1987 — обеспечение практики курсантов на Балтике. Пройдено 3009 миль.
- 01.11.1987-31.10.1988 — модернизация на КМОЛЗ. Установлены 3-лучевой эхолот, автоматический океанографический комплекс. Самый длительный заводской ремонт.
- 09.01-19.05.1989 — поход с заходами в Сьенфуэгос (Куба) 12-20 февраля, Корк (Ирландия) 12-15 марта, Свиноуйсьце (Польша) 8-12 мая. Пройдено 33357 миль.
- 05.06-29.09.1989 — дооборудование на КМОЛЗ. Завершена программа модернизации.

### 1990-е
- 23.01-04.06.1990 — совместный поход с гидрографическим судном «Николай Матусевич» с заходами в Сьенфуэгос 7-15 марта, Сантьяго-де-Куба 16-17 марта (передача в госпиталь больного), Корк 26-30 апреля, 24-28 мая, Понта-Делгада (Азорские о-ва, Португалия). Пройдено 32700 миль.
- 10.11.1990-30.04.1991 — текущий ремонт на верфи «Грифия» (Щецин)
- 04.06-01.10.1991 — поход с заходами в Сент-Джонс (Канада)15-19 июля, Корк 12-16 августа,18-23 сентября. Пройдено 27992 мили.
- 10.11-21.11.1991 — поход в Висмар (Германия) в составе отряда кораблей ЛенВМБ за гуманитарной помощью для Санкт-Петербурга. Заход в порт Висмар 14-17 ноября. Пройдено 1547 миль.

Флаг ГС ВМФ РФ

- 27.07.1992 в День ВМФ на судне поднят Гидрографической службы ВМФ РФ
- 1992 — поход на остров Гогланд с финскими ветеранами 2-й мировой войны. Пройдено 403 мили.
- 12.01-21.04.1993 — поход с заходом в Сент-Джонс 1-5 марта. Пройдено 24740 миль. После прохода Ла-Манш судно совершило столкновение с голландским рыбацким судном (командир капитан 1-го ранга Харламов А. В.). В результате столкновения в носовой части образовалась дыра рядом с буквой «О» в названии судна. Никто не пострадал
- 13.06-05.07.1993 — судно под флагом ООН участвовало в Международной акции примирения и памяти ветеранов 2-й мировой войны стран Балтийского региона. Маршрут: Санкт-Петербург (15.06), Хельсинки (17-20.06), Балтийск (21-23.06), Гдыня (23-26.06), Киль (28-30.07), Копенгаген (1-3.07), Кронштадт (05.07). Пройдено 2118 миль.
- 12.05-08.08.1994 — поход с заходом в Сент-Джонс 4-8 июля. Пройдено 22888 миль. 30.07.1994 в Ла-Манше оказана помощь французской яхте «Kotri-AZ»
- 12.1994 — 03.1995 — доковый ремонт на КМОЛЗ.
- 07.07-08.08.1995 — поход в район гибели атомной подводной лодки «Комсомолец». Работы по программе МЧС совместно с научно-исследовательским судном «Академик Мстислав Келдыш». Заходы в Копенгаген 10-12 июля, Киль 1-4 августа.
- 12.1995 — обеспечение практики иранского экипажа совместно с подводной лодкой ПЛ-806. Заход в Балтийск. За 1995 год пройдено 7005 миль за 781 ходовой час.
- 12-23.05.1996 — обеспечение мероприятий по подготовке к празднованию 300-летия флота на Неве.
- 04-09.07.1996 — заводские испытания экспортной ПЛ-481.
- 19.10-03.11.1996 — приёмо-сдаточные испытания ПЛ-481. За 1996 год пройдено 7698 миль.
- 26.11.1996-14.03.1997 — поход в качестве судна сопровождения экспортной ПЛ, построенной на Адмиралтейских верфях СПб для ВМС Ирана и осуществляющей самостоятельный переход в пункт постоянного базировании Бендер-Аббас. Маршрут: Балтийское, Северное, Средиземное, Красное моря, Персидский залив. Заходы: Порт-Саид (Египет, 31.12.1996-01.01.1997), Бендер-Аббас (Иран, 19-29.01.1997). За поход пройдено 16670 миль за 1968 ходовых часов. На борту судна 135 человек (из них 94 экипаж и 41 прикомандированных)
- В 1997 году судну ограничен район плавания пределами Балтийского, Северного морей (Приказ командира 6 Атлантической океанографической экспедиции).
- 9-11.07.1997, 18-25.07.1997, 23-29.08.1997, 4-10.10.1997, 8-16.12.1997 — выходы в Балтийское море для обеспечения заводских и приёмо-сдаточных испытаний экспортных подводных лодок для ВМС Индии и Китая. За 1997 год пройдено 17204 мили.
- 14-28.09.1998, 14-24.11.1998 — выходы в Балтийское море для обеспечения испытаний ПЛ и практики курсантов. За 1998 год пройдено 3531 миля.
- 22-27.06.1999 — обеспечение практики курсантов Нахимовского ВМУ, ознакомительный выход в море для депутатов Законодательного собрания СПб.

### 2000-е
- 2002 — судно выведено из состава Гидрографической службы ВМФ РФ.
- 2003 — судно продано на металлолом латвийской компании. При буксировке в штормовую погоду датским буксиром в результате обрыва троса судно село на мель 30.12.2003 у западного побережья острова Гогланд (Gogland), где и находится по состоянию на 2020 год (60°04′10″ с. ш. 26°57′24″ в. д.HGЯO).

На 2010 год имеются сведения, что на месте ведутся работы по разделке судна на металлолом. Очертания корпуса пока сохраняют узнаваемую форму.
По состоянию на 2020 год судно до конца на лом не разделано, работы по разделке свёрнуты, оборудование для разделки (краны на автомобильных шасси) утрачено.
Таким образом, за 24 года «жизни» судно совершило более 30 походов общей длительностью около 70 месяцев и протяженностью 455327 миль (843265 км, то есть 21 Земной экватор), провело 40 месяцев в заводских ремонтах (из них 23 месяца на КМОЛЗ и 17 месяцев в Польше). Остальные 14 лет составляет стоянка в базе (последние 5 лет практически непрерывная).

## Судном командовали
- 17.08.1977 — 21.12.1982 — капитан 1 ранга Бирюков Олег Дмитриевич
- 22.12.1982 — 31.05.1983 — капитан 3 ранга Куприянов Константин Владимирович
- 01.06.1983 — 06.12.1985 — капитан 1 ранга Бирюков Олег Дмитриевич
- 07.12.1985 — 07.05.1991 — капитан 1 ранга Биндин Владимир Александрович
- 07.05.1991 — 12.05.1993 — капитан 1 ранга Харламов Александр Владимирович
- 12.05.1993 — 18.09.1997 — капитан 1 ранга Руденко Николай Владимирович
- 18.09.1997 — ? 2002 — капитан 1 ранга Русак Олег Вячеславович[1]

## Штатное расписание судна периода 1990-х годов
Особенность экипажа судна состояла в том, что командный состав был военным, а рядовой — гражданским, кроме того, на судах проходили срочную службу матросы. Постепенно штат военнослужащих сокращался. В последние годы из военных остались только командиры судовых частей.
Военнослужащие (20 чел)
- Командир судна
- Старший помощник командира
- Помощник командира
- Командир штурманской судовой части
- Штурман
- Зам. командира судна по работе с личн. составом
- Зам. командира по океанографическим измерениям
- Командир судовой части связи
- Командир электромеханической части
- Начальник медицинской части
- Старшина команды ЗАС
- Команда ЗАС  — 4 (сокращены в 1997 г.)
- Мичманы (нач. лабораторий) — 3

Гражданский персонал (70 чел)
- 2-й механик
- 3-й механик
- 4-й механик
- 1-й электромеханик
- 2-й электромеханик
- Рефрижераторный механик
- Ремонтный механик
- Электромеханик по спец. оборудованию
- Инженер по спец. оборудованию
- Старший моторист — 4
- Моторист — 6
- Машинист — 3
- Старший электрик
- Электрики - 3
- Электрорадионавигатор — 3
- Начальник радиостанции
- Радиооператоры — 6
- 4-й помощник
- Старший инженер
- Инженер — 4
- Техник
- Повар — 4
- Буфетчик (-ца) — 2
- Дневальный (-ая) — 5
- Кастелян (-ша)
- Бухгалтер
- Делопроизводитель
- Зав. прод. частью
- Стоматолог
- Токарь-кладовщик
- Старший матрос-плотник
- Рулевой матрос — 3
- Старший боцман
- Боцман
- Матрос боцкоманды — 6